# برج محمد بن راشد
برج محمد بن راشد (انگلیسی: Burj Mohammed bin Rashid) یا سنترال مارکت پراژکت (انگلیسی: Central Market Project) یک آسمان‌خراش در شهر ابوظبی، کشور امارات متحده عربی است.
این آسمان‌خراش که در سال ۲۰۰۸ شروع به ساخت شده در سال ۲۰۱۴ افتتاح شده و دارای ۹۲ طبقه و ۳۸۲ متر ارتفاع می‌باشد.